# كينيسو ماونتين لانديس
كان كينسو ماونتين لانديس (/[invalid input: 'icon'][invalid input: 'pron']ˈkɛn[invalid input: 'ɨ']sɔː ˈmaʊnt[invalid input: 'ɨ']n ˈlænd[invalid input: 'ɨ']s/؛ولد في 20 من نوفمبر 1866م - 25 من نوفمبر 1944م) فقيهًا قانونيًا أمريكيًا عَمِلَ قاضي فيدرالي في الفترة من 1905 وحتى 1922 وكان أول وكيل تجاري لكرة القاعدة]منذ عام 1920 وحتى وفاته. ويُذكر له تناوله فضيحة السوكس الأسود والتي طَرد بسببها ثمانية من أعضاء فريق شيكاغو وايت سوكس من كرة القاعدة المنظمة لتآمرهم على خسارة بطولة ورلد سيريز في 1919 ورفضه المتكرر لطلباتهم بالعودة إلى الفريق. وكانت إجراءاته الحازمة وقبضته الحديدية على لعبة كرة القاعدة خلال ربع قرن من توليه الوكالة التجارية لتلك الرياضة هي السبب في استعادة الجمهور الثقة في اللعبة.
وُلِدَ لانديس في ميلفيل بولاية أوهايو عام 1866، وحمل اسم (مع بعض التحريف) معركة كينسو ماونتين وهي إحدى معارك الحرب الأهلية الأمريكية، حيث أُصيب والده في عام 1864. وقضى لانديس معظم سنوات شبابه في ولاية إنديانا; وقد ترك المدرسة في سن الخامسة عشر للعمل في عدد من الوظائف في الولاية. وكانت مشاركته في الحياة السياسة سببًا في حصوله على وظيفة في الخدمة المدنية. ومع بلوغه الحادية والعشرين من عمره تقدم لانديس بطلب كي يصبح محاميًا، حيث لم تكن هناك متطلبات تعليمية أو اختبارات آنذاك للانضمام إلى نقابة المحامين في ولاية إنديانا. وبعد سنةٍ من ممارسة المحاماة لم تعد عليه بأية مكاسب، ذهب للدراسة في كلية الحقوق. وبعد تخرجه فتح مكتبًا في شيكاغو بيد أنه تركه بعد أن عينه والتر كوينتين جريشام وزير الخارجية الأمريكي الجديد سكرتيرًا خاصًا له وكان ذلك عام 1893. وبعد وفاة جريشام بعامين في 1895 رفض لانديس عرضًا للعمل سفيرًا وعاد إلى شيكاغو لممارسة المحاماة والزواج.
قام الرئيس ثيودور روزفلت بتعيين لانديس قاضيًا فيدراليًا في عام 1905. وحظي لانديس باهتمام على المستوى القومي في عام 1907 حين فرض غرامة على شركة ستاندارد أويل أون إنديانا تُقدر بأكثر من تسعة وعشرين مليون دولار لخرق الشركة للقوانين الفيدرالية التي تمنع تخفيض تعريفة الشحن في السكك الحديدية. وعلى الرغم من نقض ما حكم لانديس به، فقد بزر اسمه كقاضٍ قادر على كبح جماح الشركات الكبرى. وتولى لانديس، وهو رجل وطني متحمس، رئاسة العديد من المحاكمات البارزة لللمعترضين على أداء الخدمة العسكرية خلال الحرب العالمية الأولى وآخرون ممن اعتبرهم يعارضون مجهودات الحرب. وقد أصدر أحكامًا مشددة على المدانين، تم نقض بعضها وتخفيف البعض الآخر.
في عاد 1920 كان القاضي لانديس أحد أبرز المرشحين لتولي الأمور في رياضة كرة القاعدة حين تعرض أصحاب فرق الدوري الأمريكي والدوري الوطني للإحراج إثر فضيحة السوكس الأسود مع حدوث بعض حالات خسارة اللاعبين للمباريات عن عمد. وقد تمتع لانديس بكافة الصلاحيات للتصرف بما يراه لصالح الرياضة، وقد استغل تلك الصلاحيات بشكل موسع خلال ربع القرن التالي. وقد أُثنى كثيرًا على لانديس لِما قام به من أعمال لتعزيز نزاهة اللعبة، على أن بعض من قرارته التي اتخذها حيال قضية سوكس الأسود تظل محل جدل:حيث رأى مؤيدو «شو لس جو» جاكسون وباك ويفر أن لانديس عامل اللاعبين بقسوة زائدة. وقد وجه آخرون اللوم إلى لانديس على ما وجدوه تأخيرًا في دعم الاندماج العرقي في رياضة كرة القاعدة. وتم اختيار لاندس ليكون ضمن الأسماء في قاعة المشاهير لكرة القاعدة الوطنية عبر بتصويت خاص عقب وفاته بفترة قصيرة عام 1944.

## وصلات خارجية
- كينيسو ماونتين لانديس على موقع قاعة مشاهير كرة القاعدة (الإنجليزية)

- سيرة مختصرة
- Works by or about Kenesaw Mountain Landis at أرشيف الإنترنت (scanned books and audio)
- Lyrics to 'Kenesaw Mountain Landis' by Jonathan Coulton